# Kanton Bâgé-le-Châtel
Bâgé-le-Châtel is een voormalig kanton van het Franse departement Ain. Het kanton maakte deel uit van het arrondissement Bourg-en-Bresse. Het kanton werd opgeheven ingevolge de administratieve herindeling goedgekeurd in 2013 en van toepassing sedert de departementsverkiezingen van maart 2015. De gemeenten werden opgenomen in het nieuwe kanton Replonges, met uitzondering van Saint-Laurent-sur-Saône die werd toegevoegd aan het kanton Vonnas.

## Gemeenten
Het kanton Bâgé-le-Châtel omvatte de volgende gemeenten:
- Asnières-sur-Saône
- Bâgé-la-Ville
- Bâgé-le-Châtel (hoofdplaats)
- Dommartin
- Feillens
- Manziat
- Replonges
- Saint-André-de-Bâgé
- Saint-Laurent-sur-Saône
- Vésines